# Portrait de Joseph Ingres, père de l'artiste
Le Portrait de Joseph Ingres, père de l'artiste est un tableau peint en 1804 par Jean-Auguste-Dominique Ingres, qui représente son père, Jean-Marie-Joseph Ingres artiste peintre comme lui. Le tableau est peint lors d'une visite que Joseph Ingres fit à son fils qui résidait alors à Paris. La peinture est marquée par le style des portraits du XVIIIe siècle. Une reproduction en gravure par Réveil, figurant dans l'ouvrage Œuvres de J. A. Ingres gravées au trait sur acier (1851), montre le portrait cadré au niveau des genoux, le modèle étant assis et accoudé à un fauteuil, ce qui, selon Camesasca, suggère qu'il aurait pu être découpé ultérieurement pour ne garder que la partie recadrée au niveau des épaules; mais pour Ternois il s'agirait plutôt de la reproduction d'une étude dessinée. Le tableau appartient aux collections du musée Ingres de Montauban (inventaire MI.867.67).

## Provenance

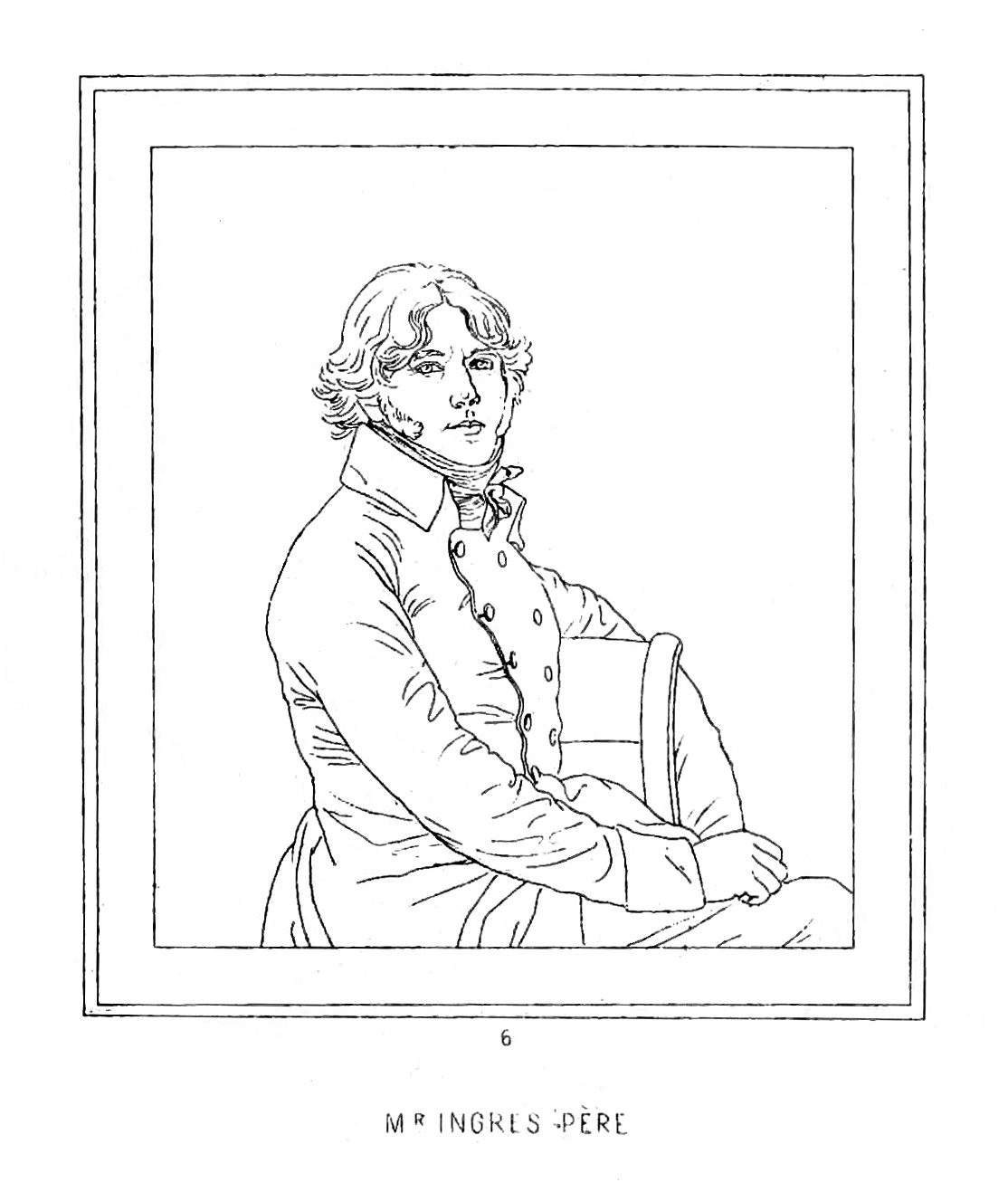
Étienne Achille Réveil, gravure au trait d'après le portrait d'Ingres, montrant le modèle cadré plus largement.

L'œuvre est la propriété de l'artiste, qui le lègue en 1867 à la ville de Montauban.